# Grevillea nudiflora
Espèce
Classification phylogénétique
Grevillea nudiflora est une espèce de plante buissonnante  faisant jusqu'à 2 m de hauteur ou rampante de la famille des Proteaceae endémique sur la côte sud de l'Australie-Occidentale.
Ses fleurs apparaissent surtout entre le milieu de l'hiver et la fin du printemps, mais il peut sporadiquement fleurir toute l'année. La couleur des fleurs est à prédominance rouge ou parfois rose foncé, avec une tache de couleur jaune ou grise.